# 2020년 AFC U-19 축구 선수권 대회
2020년 AFC U-19 챔피언십은 우즈베키스탄에서 개최될 예정이었던 41번째 AFC U-19 챔피언십이다.
원래는 2020년 10월 14일부터 10월 31일까지 열릴 예정이었으나 코로나19 범유행의 여파로 인하여 2021년 3월 3일부터 3월 20일까지로 연기되었다. 그러나 아시아 축구 연맹(AFC)은 2021년 1월 25일에 공개된 공식 성명을 통해 코로나19 범유행의 여파를 고려하여 2021년에 우즈베키스탄에서 열릴 예정이었던 2020년 AFC U-19 챔피언십을 취소하는 한편 우즈베키스탄에 2023년 AFC U-20 아시안컵 개최권을 준다고 결정했다.
이 대회에서 준결승전에 진출한 4개 팀은 인도네시아에서 열릴 예정이었던 2021년 FIFA U-20 월드컵에서 아시아 대표로 참가할 자격을 획득할 계획이었으나 취소되었다.

## 사용될 예정이었던 경기장
- 타슈켄트 - 밀리 스타디움
- 타슈켄트 - 로코모티프 스타디움
- 나망간 - 마르카지 스타디움
- 올말리크 - 올말리크 스타디움

## 예선
우즈베키스탄은 원래 개최국 자격으로 자동 출전할 예정이었다. 나머지 15개국은 예선을 통해 본선 진출 자격을 획득했으나 대회가 취소되면서 참가가 무산되었다.
- 우즈베키스탄 (개최국)
- 이라크 (A조 1위)
- 카타르 (B조 1위)
- 타지키스탄 (C조 1위)
- 이란 (D조 1위)
- 바레인 (E조 1위)
- 사우디아라비아 (F조 1위)
- 말레이시아 (G조 1위)
- 오스트레일리아 (H조 1위)
- 대한민국 (I조 1위)
- 일본 (J조 1위)
- 인도네시아 (K조 1위)
- 라오스 (각 조 2위 팀 가운데 1위 팀)
- 베트남 (각 조 2위 팀 가운데 2위 팀)
- 예멘 (각 조 2위 팀 가운데 3위 팀)
- 캄보디아 (각 조 2위 팀 가운데 5위 팀)

## 시드 배정
2020년 AFC U-19 챔피언십 본선 조 추첨은 2020년 6월 18일에 말레이시아 쿠알라룸푸르에서 진행되었다. 대회에 참가할 예정이었던 팀들은 2018년 AFC U-19 챔피언십 본선과 예선 성적을 기준으로 하여 시드를 배정받았다. 개최국으로 내정되었던 우즈베키스탄은 자동으로 A1에 배정되었다.
| 1포트                                                            | 2포트                                                 | 3포트                                         | 4포트                               |
| ---------------------------------------------------------------- | ----------------------------------------------------- | --------------------------------------------- | ----------------------------------- |
| 1. 우즈베키스탄 (개최국) 2. 사우디아라비아 3. 대한민국 4. 카타르 | 1. 일본 2. 타지키스탄 3. 오스트레일리아 4. 인도네시아 | 1. 말레이시아 2. 이라크 3. 베트남 4. 캄보디아 | 1. 이란 2. 예멘 3. 바레인 4. 라오스 |

| A조                                   | B조                               | C조                                               | D조                               |
| ------------------------------------- | --------------------------------- | ------------------------------------------------- | --------------------------------- |
| 우즈베키스탄 인도네시아 캄보디아 이란 | 대한민국 · 일본 · 이라크 · 바레인 | 사우디아라비아 · 오스트레일리아 · 베트남 · 라오스 | 카타르 타지키스탄 말레이시아 예멘 |